# Murray Bail

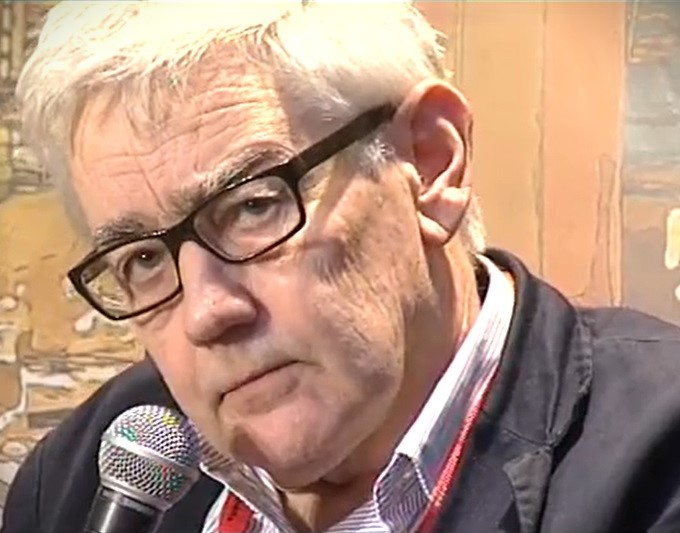
Murray Bail, 2013

Murray Bail (* 22. September 1941 in Adelaide) ist ein australischer Schriftsteller. Er lebt in Sydney.
Sein bekanntester Roman ist Eukalyptus aus dem Jahr 1998, für den er ein Jahr später verschiedene Auszeichnungen erhielt, darunter den Miles Franklin Award, den Commonwealth Writers’ Prize und die ALS Gold Medal.
Ein Porträt von Murray Bail, gemalt vom Künstler Fred Williams, ist im Besitz der National Portrait Gallery in Canberra, wird derzeit aber nicht ausgestellt.

## Werke
- Homesickness (1980)
- Holden's Performance (1987)
- Eucalyptus (Roman, 1998; dt. Übersetzung Eukalyptus, 1999, Berlin Verlag)
- Pages (2008)
- The Voyage (2012; dt. Die Reise, übers. von Nikolaus Hansen, Dörlemann, Zürich 2017, ISBN 978-3-03820-042-0)